# Газевінкель
51°03′58″ пн. ш. 4°23′28″ сх. д. / 51.066111111111° пн. ш. 4.3911111111111° сх. д.
Газевінкель (Hazewinkel) — це 2000-метрова траса для веслування та регати, що належить Sport Vlaanderen у Heindonk, муніципалітет Виллебрук (Willebroek), поблизу Мехелена, Бельгія. Місце складається з фінішної вежі, елінгів для човнів, кафетерію та восьми основних хатин, у яких розміщуються спортсмени, які користуються озером. Протягом кількох років на трасі проходили фінальні випробування британського веслування, а також Чемпіонат світу з веслування серед юніорів (1997), два Чемпіонати світу з веслування до 23 років (1996, 2006) і два Чемпіонати світу з веслування (1980, 1985).
З південної сторони межує доступний водно-болотний заповідник. Човни довжиною менше 5 метрів плавають по озеру на півночі біля «Де Бохт» з клубом VVW-Hazewinkel (заснований у 1978 році). Це озеро також обслуговує членів клубу віндсерфінгу Hazewinkel, який приймає відвідувачів протягом дня.